# Sidique Mansaray
Sidique Mansaray (sinh ngày 23 tháng 7 năm 1980 ở Koidu Town, Sierra Leone) là một cầu thủ bóng đá người Sierra Leone, hiện tại thi đấu ở vị trí tiền đạo cho East End Lions ở Sierra Leone National Premier League. Anh cũng là cầu thủ ra sân thường xuyên của Leone Stars, đội tuyển bóng đá quốc gia Sierra Leone. năm 2001, Mansaray ghi bàn thắng duy nhất khi Sierra Leone đánh bại Nigeria 1-0 ở vòng loại Giải vô địch bóng đá thế giới 2002 tại Freetown.

## Tiểu sử
Sidique Mansaray sinh ra và lớn lên ở thành phố lớn thứ tư của Sierra Leone, Koidu Town, Kono, trong gia đình của Mandingo. Anh học tại Koidu Secondary School ở Koidu Town. Anh khởi đầu sự nghiệp với câu lạc bộ quê nhà, Diamond Stars, ở Sierra Leone National Premier League năm 1996 khi còn rất trẻ và có màn ra mắt quốc tế cho Sierra Leone năm 1997.